# Biały Bór (stad)
Biały Bór (Duits: Baldenburg) is een stad in het Poolse woiwodschap West-Pommeren, gelegen in de powiat Szczecinecki. De oppervlakte bedraagt 12,76 km², het inwonertal 2137 (2005).
Biały Bór is de hoofdplaats van de gemeente Biały Bór.

## Verkeer en vervoer
- Station Biały Bór